# Sheila Widnall
Sheila Marie Evans Widnall (13 de julho de 1938) é uma engenheira estadunidense.

## Obras
- "Science and the Atari Generation." Science (August 12, 1983): 607.
- "AAAS Presidential Lecture: Voices from the Pipeline." Science (September 30, 1988): 1740-1745.